# Каптон

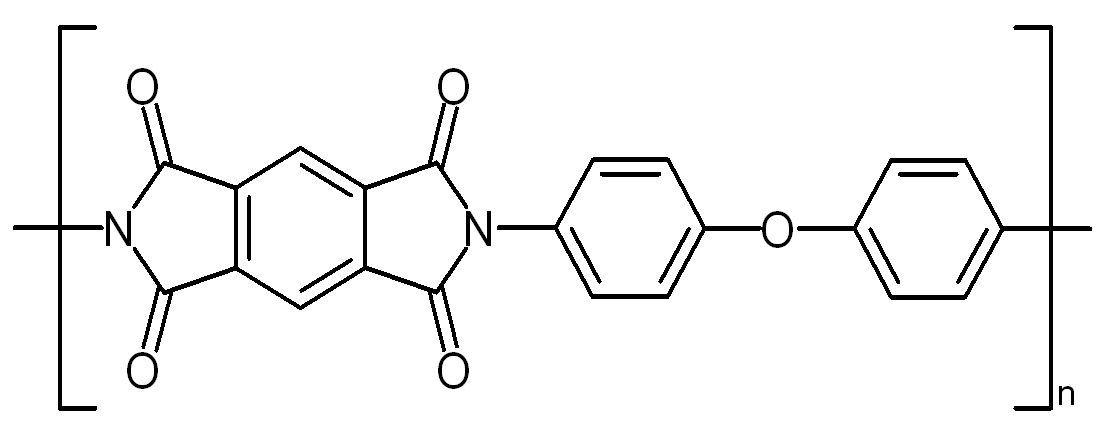
Структура поли-оксидифенилен-пиромеллитимид

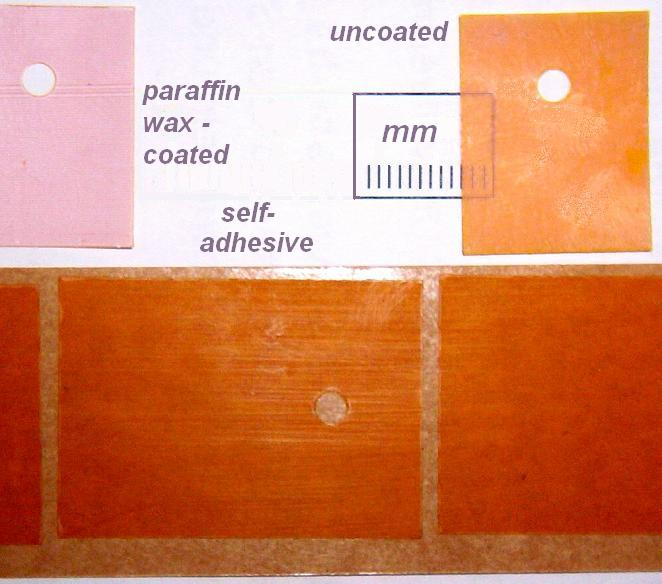
Электроизоляционные прокладки из каптона для монтажа электронных компонентов на радиаторе

Каптон — это плёнка (материал) из полиимида, используемая в различных космических инструментах, которая разработана компанией DuPont в 1960-х годах. Хороший диэлектрик, стабилен в широком диапазоне температур от −273 до +400 °C (−459 — 752 °F / 0 — 673 K). Используется для изготовления гибких печатных плат (гибкая электроника) и внешних слоёв скафандров.

## Получение
Систематическое название полимера: поли(4,4'-оксидифенилен-пиромеллитимид). Он образуется в результате реакции между пиромеллитовым диангидридом и 4,4 '-оксидифениламином.

## Физические свойства
Теплопроводность каптона при сверхнизких температурах от 0,5 до 5 К достаточно высока: {\displaystyle k=4{,}638\cdot 10^{-3}\ T^{0{,}5678}}Вт/(м·K).

## Использование

### Радиоэлектроника

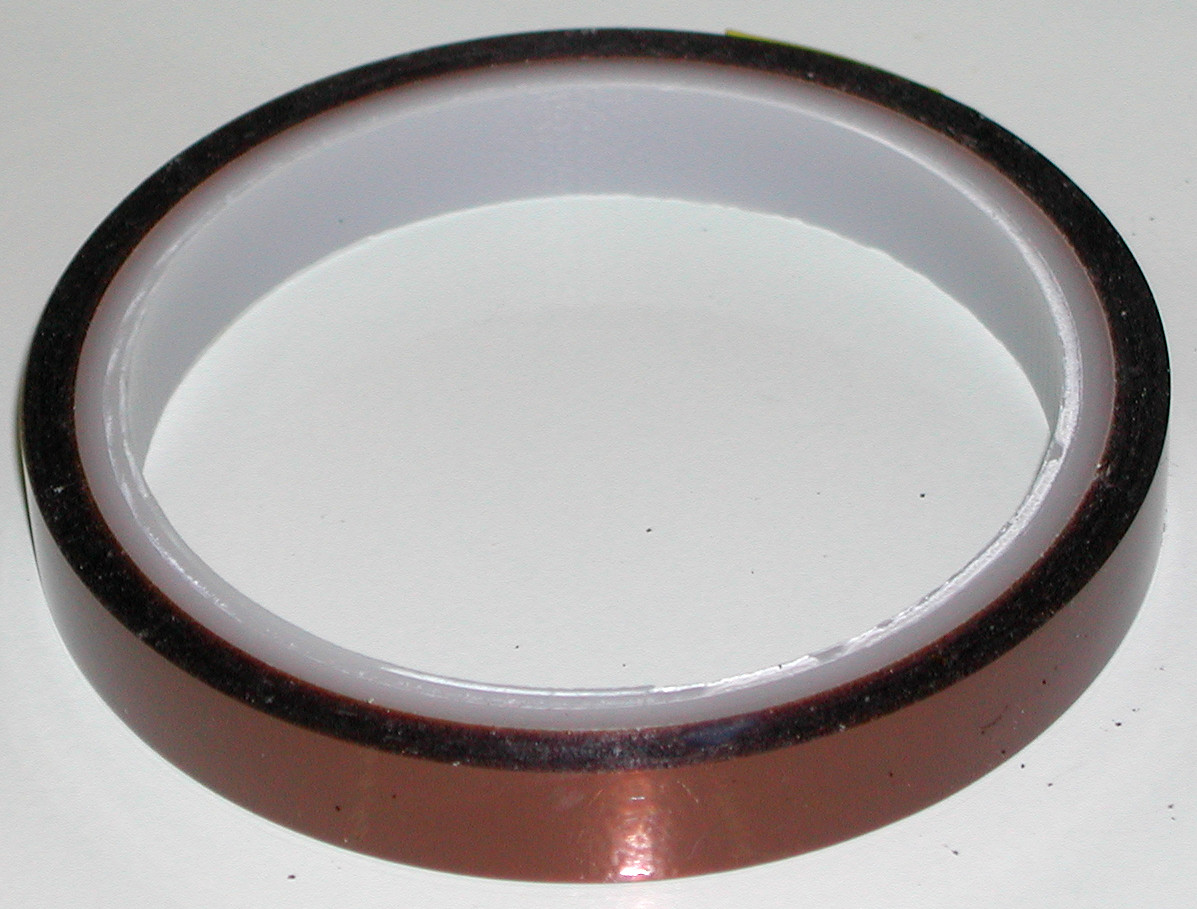
Каптоновый скотч

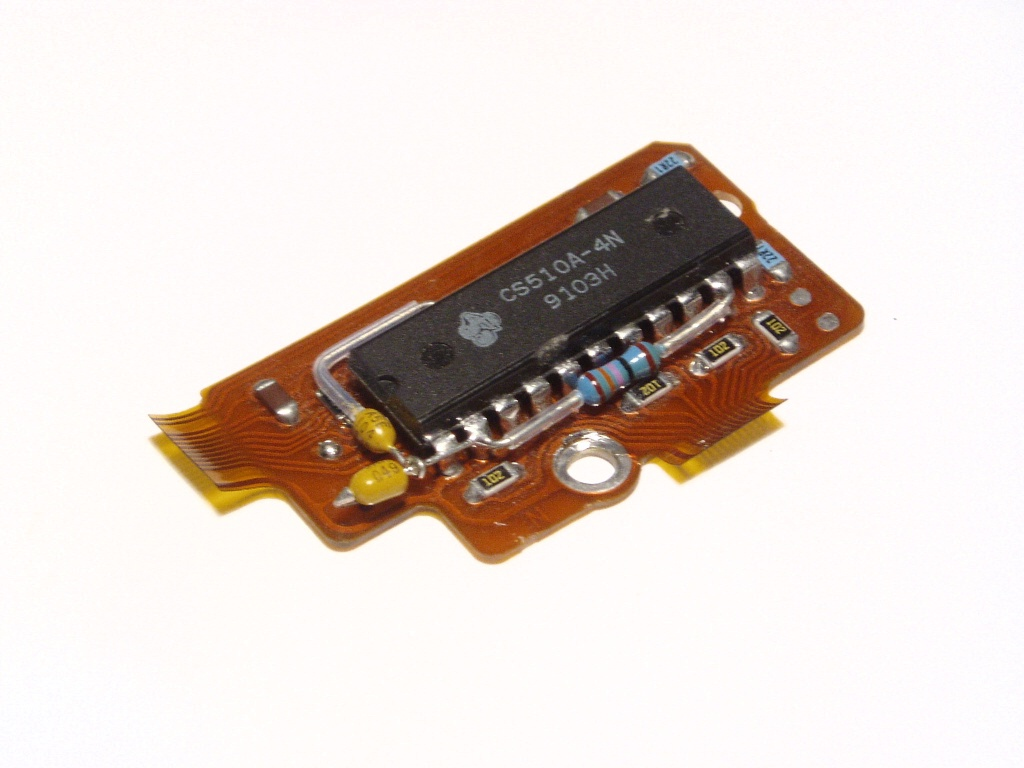
Гибкая печатная плата

Широко используется в тех случаях, где нужна высокая диэлектрическая прочность в сочетании с термостойкостью и гибкостью: материал для гибких печатных плат (выдерживает температуру пайки всеми мягкими припоями), изоляция проводов, плат, нагревательных элементов, сухих трансформаторов и радиаторов.
Разработчики плёночных акустических систем используют каптон в качестве несущей основы для напыления алюминиевого токопроводящего слоя, образующего своеобразную подвижную звукоизлучающую систему. Инженеры компании Apogee применили этот материал в конструкции плоских громкоговорителей серии Duetta, Full Range и т. д.
Благодаря способности выдерживать большие температуры используется как материал каркаса звуковых катушек динамиков. Имеет малую массу и не взаимодействует с магнитными полями, в отличие от каркасов на алюминии. Не нуждается в слое изоляции, так как является диэлектриком, но имеет низкую теплоемкость и низкую способность рассеивать тепло. При перегреве начинает плавиться и деформироваться.

### Криогенная техника
Хорошие теплопроводность и диэлектрические качества, а также доступность в виде тонких листов сделали каптон широко используемым материалом в криогенной технике. Он обеспечивает электрическую изоляцию при низких и высоких температурах. Используется в качестве изолятора в сверхвысоком вакууме.

### Самолётостроение
В гражданских и военных самолётах широко используется изоляция электропроводки из каптона, потому что он легче, чем другие изоляторы, и имеет хорошие изоляционные и температурные характеристики. Однако было обнаружено, что он имеет очень слабую устойчивость к механическому износу и истиранию.

### Космонавтика
Каптон широко использовался в программе Apollo (Apollo program). Он был использован в качестве теплоизоляции на лунном модуле. Лаборатория реактивного движения НАСА (NASA Jet Propulsion Laboratory) рассматривает каптон как хороший пластик для поддержки солнечных парусов из-за его стабильности в космической среде. Каптоновая лента используется для ремонта мелких повреждений оболочки космических кораблей.
Теплозащитный экран телескопа Джеймс Уэбб (The James Webb Space Telescope) сделан из пяти слоёв каптона, покрытого алюминием и легированным кремнием.

### Рентгеновское излучение
Каптон также широко используется в качестве материала для изготовления «окон» (вместо бериллия) в приборах с рентгеновскими источниками и рентгеновских детекторах. У него высокая механическая и термическая стабильность. А также высокий коэффициент пропускания для рентгеновских лучей и устойчивость к ним.

### 3D-печать
Каптон имеет высокую адгезию к ABS-пластикам, поэтому широко используется членами сообщества RepRap для покрытия поверхности подогреваемой платформы. Также из-за своей термостойкости он широко используется для термоизоляции экструдера.